# Werner Weinhold
Werner Weinhold (* 8. August 1949 in Dresden; † 2. Mai 2024 in Marl) war ein NVA-Soldat und Deserteur, der 1975 bei seiner Flucht aus der DDR zwei Grenzsoldaten der DDR erschoss. Weinholds Ermordung wurde von der DDR-Staatssicherheit 1985 geplant, aber nicht durchgeführt.

## Flucht aus der DDR
Werner Weinhold, gelernter Dreher, erschoss am 19. Dezember 1975 bei seiner Flucht aus der DDR an der innerdeutschen Grenze in der Nähe von Hildburghausen die beiden Grenzsoldaten Jürgen Lange und Klaus Peter Seidel. Zuvor war der unter anderem wegen Autodiebstahls in 54 Fällen mehrfach vorbestrafte NVA-Wehrpflichtige Weinhold, der noch während seiner Bewährungszeit ein Sittlichkeitsdelikt beging, aus dem Panzerregiment 14 „Karol Świerczewski“ fahnenflüchtig geworden und hatte aus der NVA-Kaserne in Spremberg einige Waffen, Munition und ein Fahrzeug entwendet. Die Grenzsoldaten Seidel und Lange wurden offenbar von dem Überfall Weinholds überrascht, ihre Waffen blieben gesichert.
In seiner ersten Vernehmung in der Bundesrepublik gab Weinhold zu, geschossen zu haben – jedoch nachdem die Soldaten das Feuer auf ihn eröffnet hätten. In der DDR wurden am 19. Dezember die Leichen obduziert – man rekonstruierte anhand der Körperhaltung beim Auftreffen der tödlichen Kugeln den Tathergang. Weil Seidels Schuh einen Durchschuss aufwies, gingen die Kriminologen davon aus, dass er während der tödlichen Begegnung gesessen hat. Jürgen Lange lag – vermutlich schlafend – auf dem Bauch, als ihn die Kugeln trafen.

## Juristische Aufarbeitung
Sein Fall erregte 1975/1976 öffentliches Aufsehen und war Thema etlicher Fernsehsendungen und Zeitungsberichte. In der Bundesrepublik Deutschland wurde er wegen Totschlags angeklagt, in einem ersten Prozess am Landgericht Essen im Dezember 1976 allerdings freigesprochen. Die Verteidigung hatte auf Notwehr plädiert. Auf die Revision der Staatsanwaltschaft hin hob der Bundesgerichtshof das Urteil auf und verwies das Verfahren an das Landgericht Hagen. Die DDR, die zunächst auf einer Auslieferung bestand und nicht kooperiert hatte, wollte einen erneuten Freispruch unbedingt vermeiden und führte daher ein Beweissicherungsverfahren am Bezirksgericht Dresden durch. Das Landgericht Hagen verurteilte Weinhold am 1. Dezember 1978 wegen Totschlags in zwei Fällen und wegen bewaffneten Kraftfahrzeugdiebstahls schließlich zu fünfeinhalb Jahren Haft. Das Gericht kam zu dem Schluss, dass keine Notwehr vorlag, jedoch eine Strafmilderung wegen verminderter Schuldfähigkeit zu berücksichtigen sei. Am 7. Juli 1982 wurde Weinhold vorzeitig nach dreieinhalb Jahren aus dem Gefängnis entlassen.

## Geplante Ermordung durch die Staatssicherheit
Nach seiner Freilassung plante die DDR, ihn durch im Westen tätige Agenten der DDR-Staatssicherheit ermorden zu lassen. Dazu existiert eine elfseitige „Realisierungskonzeption des Operativvorgangs ‚Terrorist‘“. In der Konzeption der MfS-Abwehr-Hauptabteilung I (HA I) vom Mai 1985 werden drei Varianten vorgeschlagen:
„1. Habhaft werden des ‚Terrorist‘ und Vortäuschung eines Selbstmordes unter Nutzung der in unmittelbarer Nähe des Anmarschweges Wohnung-Arbeitsstelle gelegenen Gleisanlage des S-Bahn-Nahverkehrs Rhein-Ruhr (Gleiskörper oder Stromfalle durch Ausnutzung des elektrifizierten Streckennetzes). 2. … durch Erschießen mittels einer Handfeuerwaffe Beretta – schallgedämpft – auf dem Anmarschweg Wohnung-Arbeitsstelle und nachfolgende Beseitigung von Spuren … 3. … durch Vortäuschung eines Raubüberfalls“. Der Mordplan sollte durch eine „Einsatzgruppe in Stärke von 2 Genossen aus dem Bereich der HA I (sowie) zwei operativen Mitarbeitern“ durchgeführt werden.
Der Mordplan wurde nicht ausgeführt. In einem Artikel der Welt wird dies unter anderem damit begründet, dass ein Stasi-Helfer im Westen als Doppelagent enttarnt wurde.
In diesem Zusammenhang wurde im Jahr 1993 Anklage gegen den ehemaligen Stellvertreter des Ministers für Staatssicherheit Gerhard Neiber erhoben. Die Anklage wurde jedoch vom Landgericht Berlin wegen unklarer Beweislage nicht zugelassen.

## Verurteilung wegen Körperverletzung
Am 8. Januar 2005 schoss Weinhold in seiner Marler Stammkneipe auf einen Bekannten und verletzte ihn dadurch schwer. Daraufhin wurde er vom Landgericht Essen wegen gefährlicher Körperverletzung zu zweieinhalb Jahren Haft verurteilt.

## Künstlerische Verarbeitung
Die Flucht Weinholds ist Auslöser eines heißen Krieges zwischen NATO und Warschauer Pakt im Videospiel Wargame: European Escalation.